# Площадь Пилс (Рига)
За́мковая площадь, или площадь Пилс (латыш. Pils laukums) — одна из площадей Старого города в Риге.
Располагается перед Рижским замком, являясь своего рода декоративным обрамлением центрального фасада резиденции президента Латвийской Республики. С правой стороны площадь примыкает к улице Кришьяня Валдемара, которая начинается от Вантового моста. Общая площадь территории — 16035 квадратных метров. На площадь перед Рижским замком ведут три улицы — Пилс (со стороны Домской площади), Маза Пилс (со стороны архитектурного комплекса «Три брата») и Торня (со стороны Яковлевских казарм). В северо-восточной части Замковая площадь примыкает к бывшему рижскому Саду скульптур.

## История

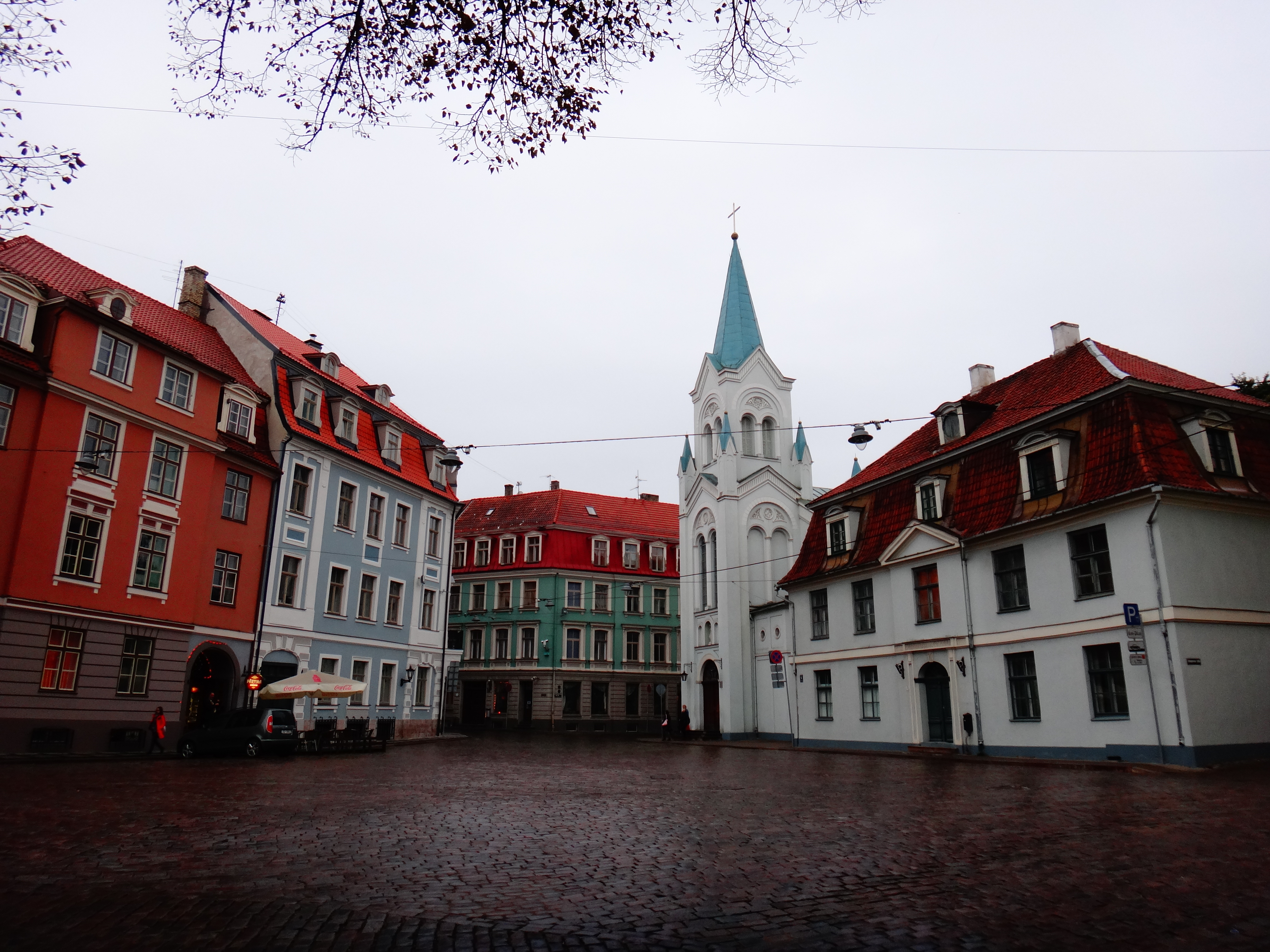
Сторона площади с Церковью Скорбящей Богоматери

Площадь начала складываться в 1783 году, после того как лифляндский губернатор ирландец Джордж (Юрий Юрьевич) Броун инициировал работы по переустройству местности вокруг Замкового рва, который ещё в начале XVIII века утратил своё стратегическое значение: было принято решение о его ликвидации в пользу расширения пространства города-крепости. В начале 1780-х годов по решению администраторов, курировавших строительные работы, территория бывшего оборонительного рва при Рижском замке (он располагался там, где в современном Старом городе улицы Пилс и Маза Пилс «впадают» в Замковую площадь) была соединена с плацем для военных экзерциций, располагавшимся перед входом в резиденцию генерал-губернатора. Тогда же новое городское образование получило название Замковой площади.

### Достопримечательности

Здание бывшей гостиницы «Санкт-Петербург»

В 80-е годы XVIII века начался процесс интенсивного благоустройства заброшенного ранее участка напротив святая святых — центра губернской власти. Был построен ряд примечательных зданий, украшающих площадь по сию пору.
В 1750 году было построено второе, более вместительное и современное, здание передовой губернской гостиницы «Санкт-Петербург», выполненное в правильных и элегантных формах классицизма (Замковая площадь, 4).
Другое здание, появившееся в этот период, также участвовало в формировании её застройки — Церковь Скорбящей богоматери, примыкавшая к Рижскому замку с запада и построенная в 1785 году рядом с пасторатом, построенным до 1765 года.
С 1785 по 1787 год по проекту П. И. Бока строился новый корпус Рижского замка, предназначавшийся для административных нужд, — корпус присутствия Лифляндского губернского правления.
Наконец, завершает ансамбль Замковой ещё одно примечательное строение, предназначенное для нужд рижского Петровского лицея (впоследствии — Рижская губернская гимназия), возведённое в 1787 году по проекту архитектора Матиаса Шона взамен предыдущего, также менее вместительного, на Замковой площади, 2. Ныне там располагается Музей литературы и музыки.
После этой крупной градостроительной реформы площадь получила ярко выраженный парадно-репрезентативный характер. На ней часто устраивались церемониальные мероприятия, связанные, например, со встречами высокопоставленных лиц. В этом отношении кульминацией стало торжественное освящение и открытие знаменательной Колонны победы, состоявшееся в 1817 году в присутствии российского царя Александра I (собственно, его личности в контексте успешного окончания Отечественной освободительной войны она и была посвящена). Архитектором колонны был Джакомо Антонио Доменико Кваренги. На гранитном основании была установлена огромная колонна, увенчанная золочёным шаром, на котором была поставлена богиня победы Виктория с лавровым венком и оливковой ветвью в руке. Памятник простоял до Первой мировой войны, когда при наступлении немецкой армии не был демонтированы металлические детали, которые тогда отправили в глубь России, где они были утрачены впоследствии. Постамент памятника и колонна простояли на Замковой площади до 1938 года, затем были демонтированы и до сих пор хранятся на площадке Управления памятников.
В начале XIX века на площади появляются зелёные насаждения.

### Новая история

Памятник П. Стучке

В 1928 году площадь в условиях новой политической ситуации изменила название. Она стала именоваться площадью Яниса Чаксте, в честь первого президента новопровозглашённой Латвии.
В 1941 году площадь становится площадью Пионеров, поскольку в советский период в Рижском замке, согласно принятой в советской идеологической концепции установке «Всё лучшее — детям», размещается Рижский дворец пионеров и школьников.
В 1962 году посреди площади был установлен памятник латышскому революционеру П. И. Стучке (авторы памятника — скульптор Э. Мелдерис и архитектор Г. Мелдерис). В начале 1990-х этот памятник был демонтирован.
В 1987 году площадь меняет своё название в третий раз, на этот раз уже окончательно — она становится Замковой по своей выдающейся доминанте, которой через четыре года суждено будет стать рабочей резиденцией президента Латвийской Республики. Любопытно, что в 2013 году депутат Сейма Карлис Энгелис предлагал Рижской думе восстановить имя Яниса Чаксте для Замковой площади, но его  не поддержали.